# Bourville
Pour l’article ayant un titre homophone, voir Bourvil.
Bourville est une commune française située dans le département de la Seine-Maritime en région Normandie.

## Géographie

### Localisation
Les communes limitrophes sont  Autigny, Canville-les-Deux-Églises, Fontaine-le-Dun, Gonzeville, Houdetot et Héberville.
La commune est située dans le pays de Caux, en Seine-Maritime, à l'est de Fécamp, au sud-ouest de Dieppe et au nord d'Yvetot, à une dizaine de kilomètres de la côte.
| Houdetot     |           | Fontaine-le-Dun           |
| Ermenouville | Bourville | Autigny                   |
| Héberville   |           | Canville-les-Deux-Églises |

### Hydrographie
La commune est située dans le bassin Seine-Normandie. Elle n'est drainée par aucun cours d'eau,.

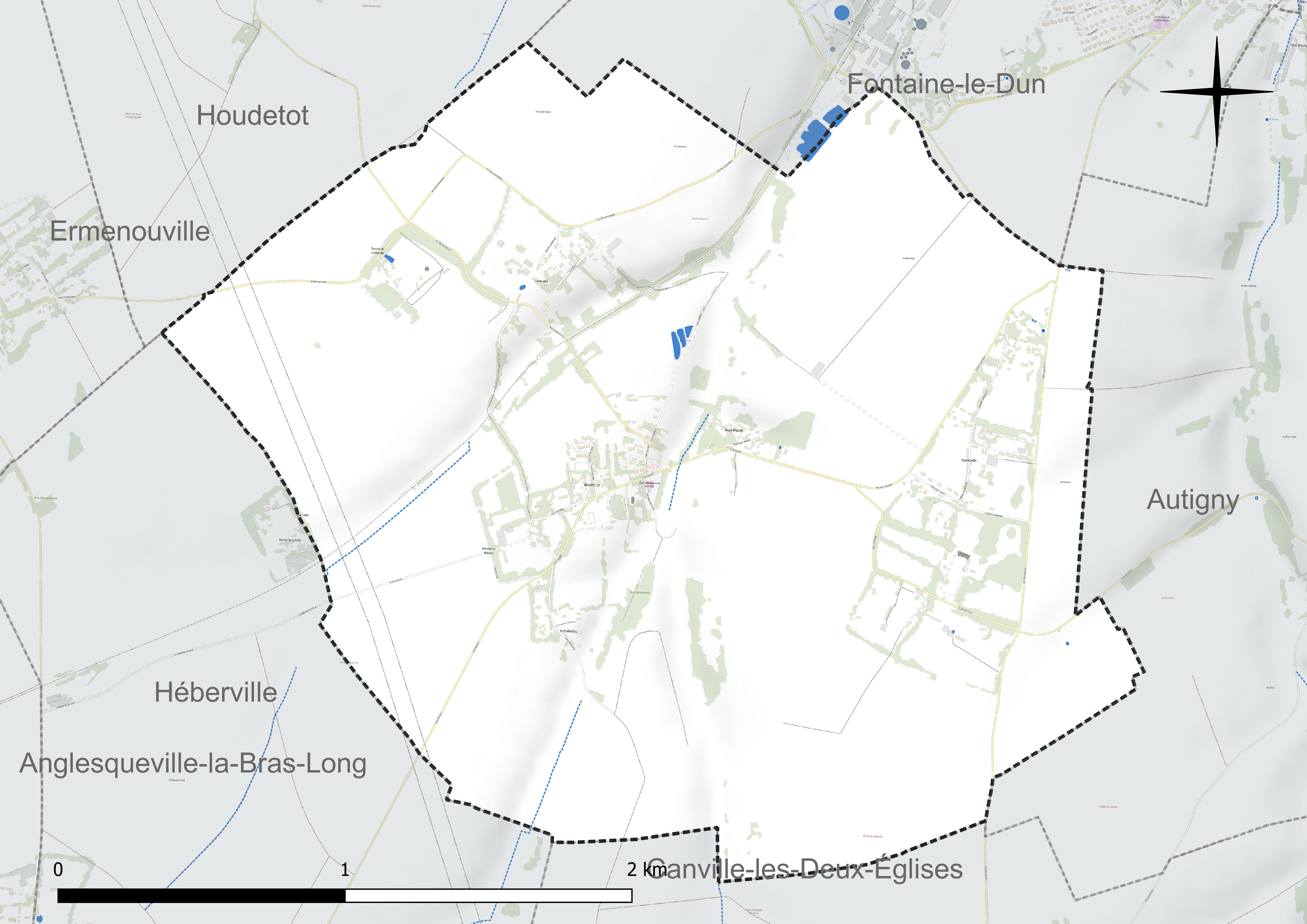
Réseau hydrographique de Bourville.

### Climat
Pour des articles plus généraux, voir Climat de la Normandie et Climat de la Seine-Maritime.
En 2010, le climat de la commune est de type climat océanique franc, selon une étude du CNRS s'appuyant sur une série de données couvrant la période 1971-2000. En 2020, Météo-France publie une typologie des climats de la France métropolitaine dans laquelle la commune est exposée à un climat océanique et est dans la région climatique Côtes de la Manche orientale, caractérisée par un faible ensoleillement (1 550 h/an) ; forte humidité de l’air (plus de 20 h/jour avec humidité relative > 80 % en hiver), vents forts fréquents. Parallèlement le GIEC normand, un groupe régional d’experts sur le climat, différencie quant à lui, dans une étude de 2020, trois grands types de climats pour la région Normandie, nuancés à une échelle plus fine par les facteurs géographiques locaux. La commune est, selon ce zonage, exposée à un « climat maritime », correspondant au Pays de Caux, frais, humide et pluvieux, légèrement plus frais que dans le Cotentin.
Pour la période 1971-2000, la température annuelle moyenne est de 10,3 °C, avec une amplitude thermique annuelle de 12,7 °C. Le cumul annuel moyen de précipitations est de 944 mm, avec 13,3 jours de précipitations en janvier et 8,6 jours en juillet. Pour la période 1991-2020, la température moyenne annuelle observée sur la station météorologique la plus proche, située sur la commune d'Ectot-lès-Baons à 17 km à vol d'oiseau, est de 10,8 °C et le cumul annuel moyen de précipitations est de 905,5 mm,. Pour l'avenir, les paramètres climatiques de la commune estimés pour 2050 selon différents scénarios d’émission de gaz à effet de serre sont consultables sur un site dédié publié par Météo-France en novembre 2022.

## Urbanisme

### Typologie
Au 1er janvier 2024, Bourville est catégorisée commune rurale à habitat dispersé, selon la nouvelle grille communale de densité à sept niveaux définie par l'Insee en 2022.
Elle est située hors unité urbaine et hors attraction des villes,.

### Occupation des sols
L'occupation des sols de la commune, telle qu'elle ressort de la base de données européenne d’occupation biophysique des sols Corine Land Cover (CLC), est marquée par l'importance des territoires agricoles (99,8 % en 2018), une proportion identique à celle de 1990 (99,8 %). La répartition détaillée en 2018 est la suivante : 
terres arables (69,1 %), prairies (30,7 %), zones industrielles ou commerciales et réseaux de communication (0,2 %). L'évolution de l’occupation des sols de la commune et de ses infrastructures peut être observée sur les différentes représentations cartographiques du territoire : la carte de Cassini (XVIIIe siècle), la carte d'état-major (1820-1866) et les cartes ou photos aériennes de l'IGN pour la période actuelle (1950 à aujourd'hui).

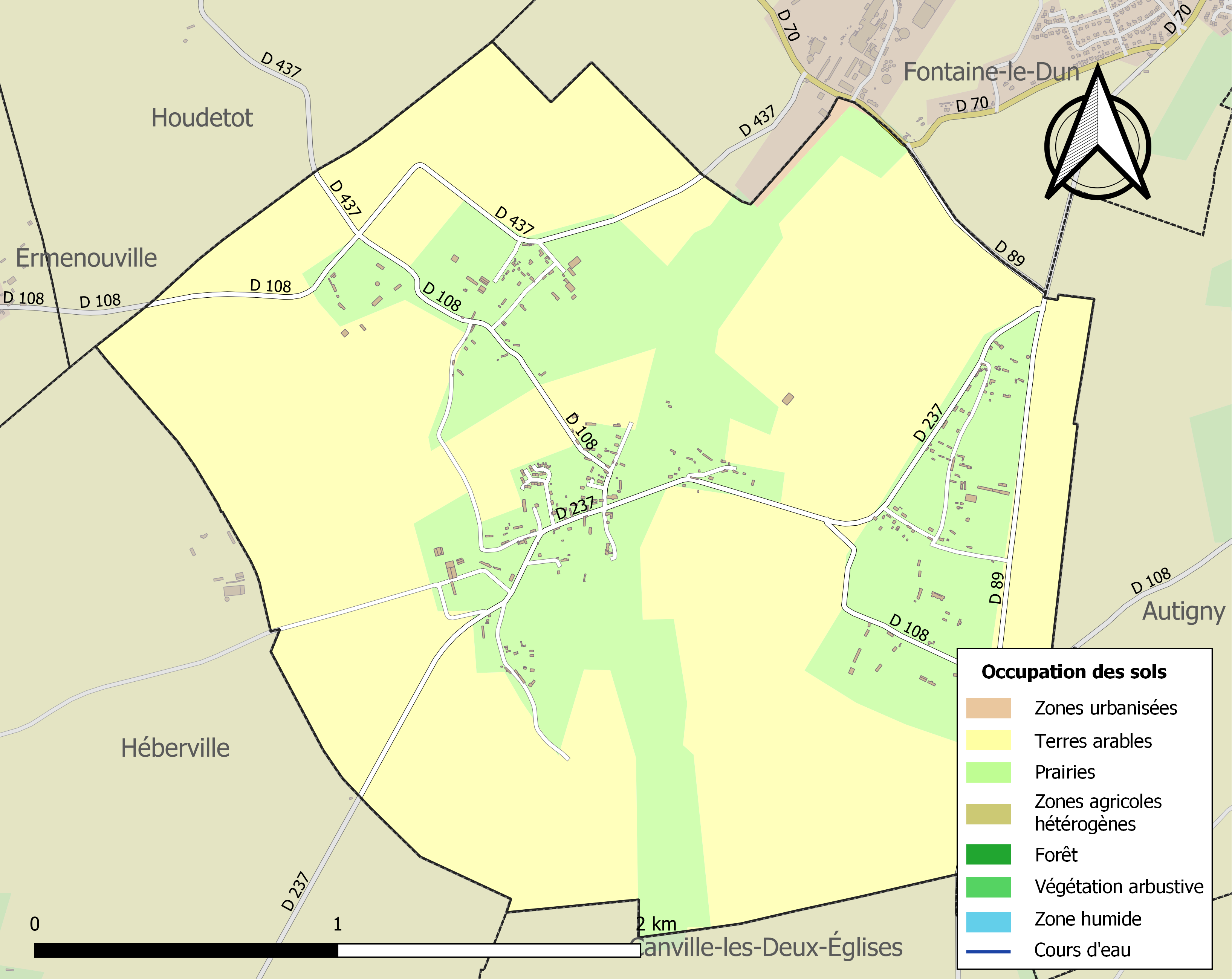
Carte des infrastructures et de l'occupation des sols de la commune en 2018 (CLC).

## Toponymie
Le nom de la localité est attesté, peut-être, sous la forme latinisée Bodardi villa en 713, puis sous les formes In Burivilla en 1163, Apud Burrevillam entre 1172 et 1178, De Burrevilla en 1180, Ecc. de Boarvilla vers 1240, Ecc. de Boardivilla en 1252, Bouarvilla en 1319 (Archives départementales de la Seine-Maritime, G 3267), Boarvilla en 1378 (Arch. S.-M. G 8, 9436, 1663), Boarvilla en 1561, Borville en 1577, Boarville en 1579, Bourville en 1578, Saint Martin de Bourville en 1686 (Etat civil), Boarville en 1648, Bourville en 1704 (Pouillé).
Peut-être le plus ancien nom en -ville de Normandie mentionné dans un document, dès 715 sous la forme latinisée Bodardi villa, la « ferme de Bodardus », nom d'homme de type germanique qui survit dans les noms de famille Bodard, Bouard et Buard.

### Cartes postales anciennes

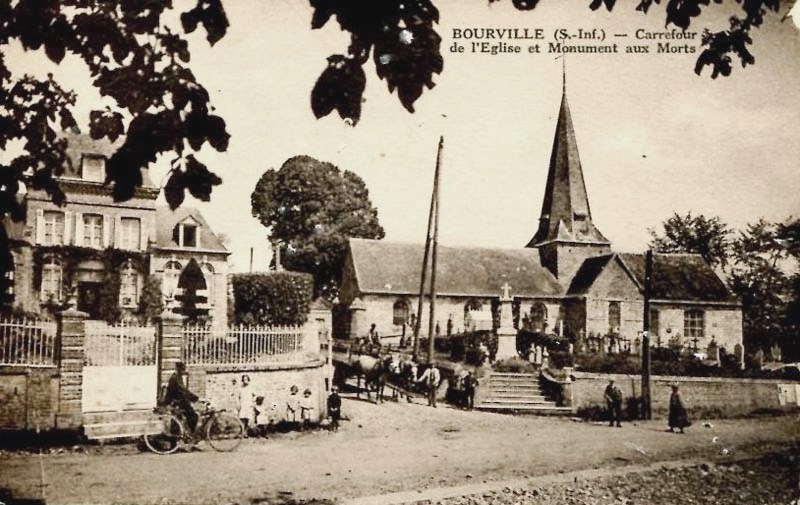
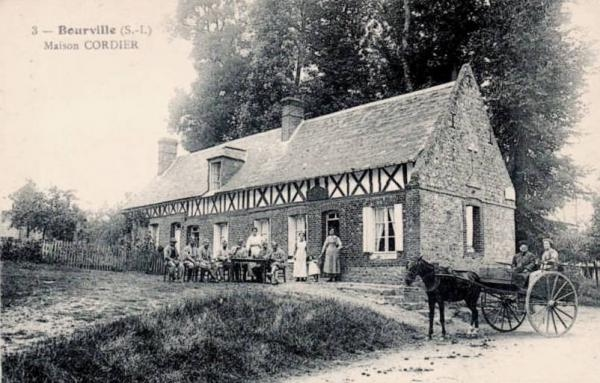
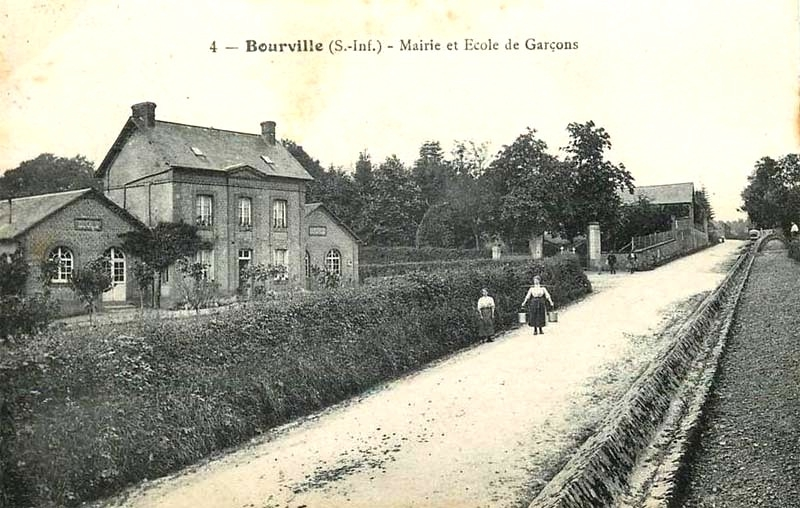
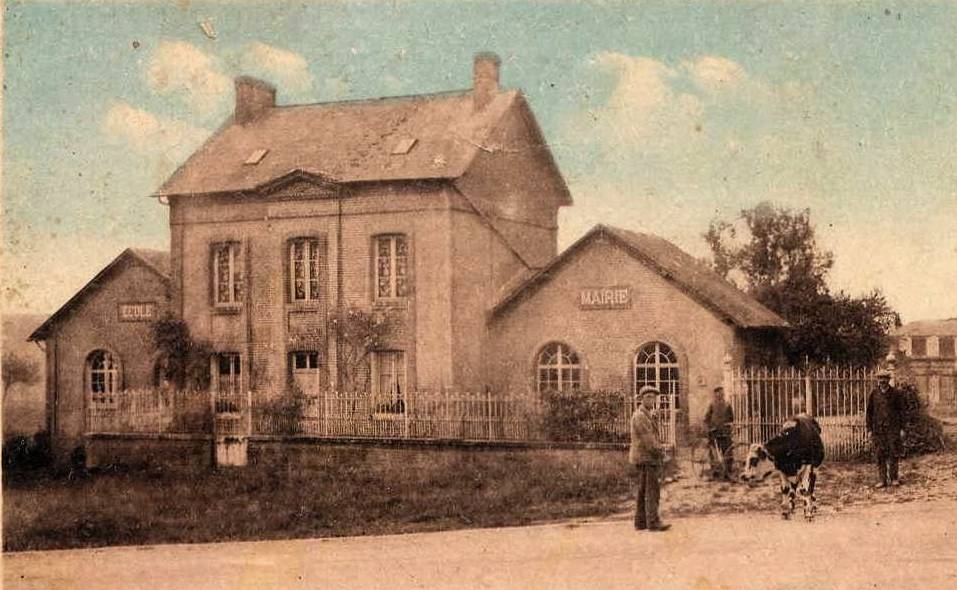
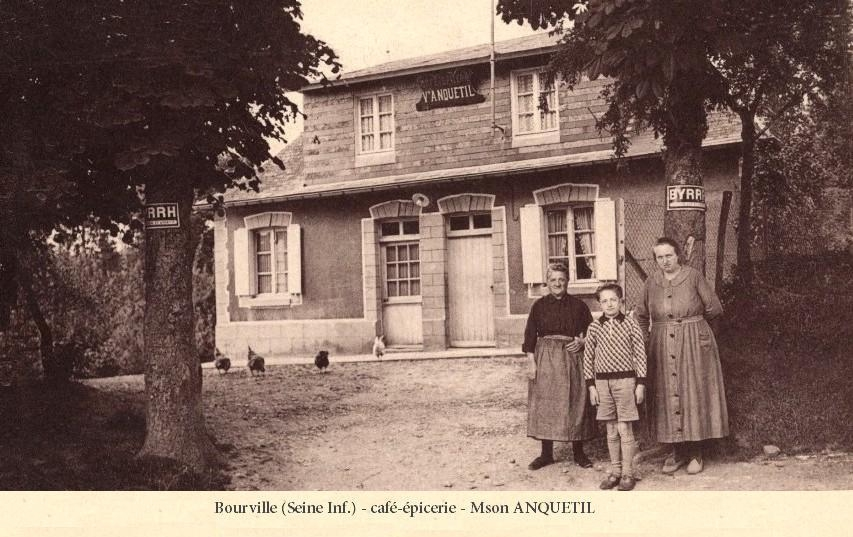

## Politique et administration
| Période                                  | Période                    | Identité        | Étiquette | Qualité                           |
| ---------------------------------------- | -------------------------- | --------------- | --------- | --------------------------------- |
| Les données manquantes sont à compléter. |                            |                 |           |                                   |
| 1852                                     |                            | Pierre Paumier  |           |                                   |
| 1936                                     |                            | M. Guéville     |           |                                   |
| Les données manquantes sont à compléter. |                            |                 |           |                                   |
| mars 1971                                | mars 2001                  | Marcel Ménard   | DVG       | Agriculteur Demi-frère de Bourvil |
| mars 2001                                | En cours (au 10 août 2020) | Didier Boullard | SOC       | Réélu pour le mandat 2020-2026    |

## Démographie
L'évolution du nombre d'habitants est connue à travers les recensements de la population effectués dans la commune depuis 1793. Pour les communes de moins de 10 000 habitants, une enquête de recensement portant sur toute la population est réalisée tous les cinq ans, les populations de référence des années intermédiaires étant quant à elles estimées par interpolation ou extrapolation. Pour la commune, le premier recensement exhaustif entrant dans le cadre du nouveau dispositif a été réalisé en 2006.

En 2022, la commune comptait 278 habitants, en évolution de −6,4 % par rapport à 2016 (Seine-Maritime : +0,35 %, France hors Mayotte : +2,11 %).
| 1793 | 1800 | 1806 | 1831 | 1836 | 1841 | 1846 | 1851 | 1856 |
| ---- | ---- | ---- | ---- | ---- | ---- | ---- | ---- | ---- |
| 506  | 492  | 474  | 802  | 816  | 854  | 867  | 859  | 808  |

| 1861 | 1866 | 1872 | 1876 | 1881 | 1886 | 1891 | 1896 | 1901 |
| ---- | ---- | ---- | ---- | ---- | ---- | ---- | ---- | ---- |
| 773  | 724  | 713  | 687  | 687  | 573  | 613  | 513  | 535  |

| 1906 | 1911 | 1921 | 1926 | 1931 | 1936 | 1946 | 1954 | 1962 |
| ---- | ---- | ---- | ---- | ---- | ---- | ---- | ---- | ---- |
| 549  | 546  | 481  | 434  | 418  | 425  | 436  | 443  | 409  |

| 1968 | 1975 | 1982 | 1990 | 1999 | 2006 | 2011 | 2016 | 2021 |
| ---- | ---- | ---- | ---- | ---- | ---- | ---- | ---- | ---- |
| 433  | 373  | 410  | 318  | 313  | 291  | 298  | 297  | 285  |

| 2022 | - | - | - | - | - | - | - | - |
| ---- | - | - | - | - | - | - | - | - |
| 278  | - | - | - | - | - | - | - | - |

## Culture locale et patrimoine

### Lieux et monuments
- Église Saint-Martin.
- Église Saint-Sixte (Tonneville).
- Château de Tonneville.

### Personnalités liées à la commune
- Nicolas Bazire (né en 1957), homme d'affaires, ancien directeur de cabinet d'Édouard Balladur et haut fonctionnaire, est conseiller municipal du village.
- Bourvil, de son vrai nom André Raimbourg (1917-1970) y passa toute son enfance. Le nom de la commune lui inspira son nom de scène.
- Roger Douville (1915-1981), sculpteur français, est né à Bourville.